# NA-30
La NA-30 o carretera de acceso a Landaben es una carretera de Navarra (España) que comunica la Ronda de Pamplona Oeste con la Ronda Norte, atravesando el Polígono Industrial de Landaben, actuando como eje de acceso a este.

## Recorrido
| Denominación | Kilómetro | Salida | Dirección                                                                 |
| ------------ | --------- | ------ | ------------------------------------------------------------------------- |
| NA-30        | 0         |        | A-15 Francia, San Sebastián Zaragoza, Logroño                             |
| NA-30        | 0,4       |        | Arazuri-Orcoyen                                                           |
| NA-30        | 1,5       |        | Barañain Barañain                                                         |
| NA-30        | 2         |        | Landaben Fábrica                                                          |
| NA-30        | 2,5       |        | PA-30 Pamplona San Jorge , Orcoyen Ipertegui I/II Arazuri-Orcoyen Ororbia |